# 종합 군수 지원
종합 군수 지원(Integrated Logistics Support (ILS))은 군사 전력화를 위해 구매 또는 완성된 군수품을 유지, 관리하기 위한 관리 프로세스를 말한다.

## 같이 보기
- MTBF
- MTTR
- O-Level
- I-Level
- 공급자 관계 관리(SRM)
- IETM
- LSA
- FMECA